# Gregus Gábor
Gregus Gábor (Budapest) magyar író. A fantasztikus irodalom tárgykörében alkot.

## Pályája
Gregus Gábor Budapesten született. Középiskolai tanulmányait a Bay Zoltán Szakközépiskolában végezte. Diplomáját a Károli Gáspár Református Egyetemen szerezte, magyar nyelv és irodalom szakon.
Első regénye a 2012-ben megjelent Pillanatnyi elmezavar, mely később trilógiává bővült (további kötetek: Újabb elmezavar, Végső elmezavar). Mindezek az Underground Kiadó gondozásában jelentek meg.

## A regények stílusjegyei

### Elmezavar trilógia
Az eddig megjelent regények elsősorban a valóságtól elrugaszkodott, kalandos, misztikus történeteket mutatnak be. A szövegek könnyedén befogadhatók, és meglehetősen gyors sodrásúak. A cselekmény nem ritkán kifejezetten sűrű. A nyelvezet egyszerű, gördülékeny, a jól olvashatóság fontos szempont.
Bizonyos epizódok szándékoltan sokkolóan hatnak, emiatt sem hiányzik az eddig megjelent regények egyikéről sem a "csak felnőtteknek" jelzés. Mind a harci jelenetek, mind az erotikus részek terén akadnak erősebb, naturális, olykor túlzóan vad leírások.
Az Elmezavar-trilógiában sok helyütt bukkannak fel magyar (vagy egyéb gyökerű) népmesei elemek. Ilyen többek között Villő lakhelye, a levegőben forgó tükörpiramis, mint a kacsalábon forgó palota analógiája, ilyenek a gödrők (visszafelé olvasva megtudhatjuk azt is, honnan származik a név), az aranykörték, a boszorkányok, táltosok, sárkányok, ételek, italok, stb. Az ősi magyar mondavilágból került "kölcsönzésre" a Markoláb vagy a Turul alakja is, szélesebb körű merítésből pedig például maguk az animák, az emberi szerepkörben lévő állati lények.
Texturálisan is lényeges jellemző a magyar-orientáció, nevezetesen hogy az Elmezavar trilógiában kizárólag magyar eredetű helységnevek, illetve személynevek szerepelnek.

## Bibliográfia

### Regények

#### Elmezavar trilógia
- Pillanatnyi elmezavar (2013, Underground Kiadó, ISBN 978-963-08-5939-4)
- Újabb elmezavar (2013, Underground Kiadó, ISBN 978-963-08-8272-9)
- Végső elmezavar (2016, Underground Kiadó, ISBN 978-963-12-6348-0)

Egyéb
- Megjelöltek (2021, Mogul Kiadó, ISBN 978-615-56-6885-2)
- A gyilkos tündérek városa (2022, Olvasni Menő, ISBN 978-615-6094-20-9)